# Gar Samuelson
Gary Charles Samuelson (Dunkirk, Nova Iorque, 18 de fevereiro de 1958 — Orange City, Flórida, 14 de julho de 1999) foi um baterista estadunidense.
Pouco se sabe sobre Gar antes do Megadeth, porém se sabe que ele e Chris Poland tocaram em uma banda de jazz fusion chamada "The New Yorkers", e que antes disto, ele e Poland praticaram e tocaram juntos por muitos anos.
Após se encontrar com Dave Mustaine do Megadeth em 1984, se juntou a banda. Posteriormente ele chamou Chris Poland para o que, segundo Dave seria o primeiro "Line Up" da banda. Samuelson seguiu junto ao Megadeth até o ano de 1987, gravando dois álbuns "Killing Is My Business… And Business Is Good" e "Peace Sells… But Who's Buying". Após este período, suas constantes brigas com Dave Mustaine e seu problemas com as drogas, levaram ele e Poland a serem "demitidos" pelo próprio Dave.
Mesmo passando tão pouco tempo como baterista do Megadeth, ele aparentemente era uma influência muito grande para Dave Mustaine, tanto oferecendo ideias como sugerindo encurtar o comprimento de certas canções. Também era notável no seu legado junto à banda que Gar era extremamente competente e um exímio baterista.
Ele e o irmão Stew, junto com Billy Brehme, Travis Karcher e Andy Freeman, formaram o Fatal Opera, lançando dois álbuns, em 1995 o "Fatal Opera" e em 1997 o "Eleventh Hour". Samuelson morreu aos 41 anos em Orange City, Flórida, segundo notícias, a causa da morte foi insuficiência hepática. Ele era um grande amigo do guitarrista e conterrâneo Chris Poland sendo que o mesmo Chris deu um depoimento sobre sua morte: "Ele era um amigo de verdade, tudo que eu sei sobre tempo, ritmo e "feeling", eu aprendi com Gar, assim eu sempre ouvirei a voz dele em minha música".